# Офисный синдром
О́фисный синдро́м — сложный комплекс симптомов, включающий в себя нарушения, которые проявляются в различных органах и системах, и развивающийся у офисных служащих в связи с воздействием на них вредных факторов окружающей рабочей среды. Важную роль в нём занимает эмоциональное выгорание.

## Заболевания офисных работников
Среди болезней офисных работников можно выделить следующие клинические симптомы и группы заболеваний:
1. Мышечно-скелетные боли в спине, шее, верхних конечностях.
2. Головные боли, причиной которым могут быть: стрессы, длительная работа за компьютером, непроветриваемые помещения, ненормированный рабочий день, недосыпание.
3. Синдром «компьютерной мыши» (туннельный синдром) — состояние, когда в ведущей руке возникают такие симптомы, как парестезии, боль, слабость в кисти, отек кисти.
4. Сердечно-сосудистые заболевания (атеросклероз, гипертоническая болезнь, аритмия и др.), причиной которых могут быть: неправильное питание, злоупотребление кофе, курение, гиподинамия, ожирение, стрессы на работе, неправильный режим дня и др.
5. Синдром «сухого глаза», включающий в себя такие симптомы, как покраснение, усталость глаз, сухость глаз, ощущение «песка» в глазах. Причины: длительная работа за компьютером, кондиционированный воздух офисных помещений, аллергены.
6. Заболевания желудочно-кишечного тракта (гастрит и язва желудка, хронический колит и др.). Причины: нерегулярное, неправильное питание, злоупотребление кофе, курение, воздействие стрессовых факторов.
7. Заболевания дыхательной системы: бронхиальная астма, бронхит, пневмония, простудные заболевания. Причины: кондиционированный воздух в офисных помещениях, большое скопление людей на ограниченной территории, аллергены (пластик, пыль).
8. Геморрой и трещины прямой кишки, хронические воспалительные заболевания органов малого таза (хронический простатит у мужчин, хронический эндометрит, сальпингоофорит у женщин). Причины: гиподинамия, длительное сидячее положение, приводящее к застою в венах малого таза.
9. Ожирение. Причины: неправильное питание, малоподвижный образ жизни, ненормированный рабочий день, корпоративное общение посредством различных мессенджеров, телефонных звонков, электронной почты.
10. Варикозное расширение вен нижних конечностей, тромбофлебит. Факторы риска: малоподвижный образ жизни, неправильное положение ног при работе в офисе («нога на ногу»), курение.

Как правило, развитию подобной симптоматики подвержены офисные аналитики, секретари и программисты, а также любые служащие, страдающие перфекционизмом.
Искусственное освещение, длительное непрерывное сидение перед монитором даже самого высокого разрешения губительно влияют на зрительную систему человека. Кроме синдрома сухого глаза, проявляющегося гиперемией конъюнктивы, нарушением функции слезовыделения и перераздражение цилиарных и глазодвигательных мышц, может прогрессировать миопия(близорукость) или гиперметроприя (дальнозоркость).
Специалисты рекомендуют каждые 2 часа выходить со своего рабочего места на 15 минут, делать зарядку для глаз, разминать суставы рук и ног или, если позволяет время, пройтись в обеденный перерыв. Рабочий день любого служащего по составляет около 9 часов, включая перерыв на обед, но высокие планки KPI, устанавливаемые руководством, а также самими сотрудниками, а также обещание бонусов заставляют сотрудников работать не разгибая спины.
Что касается заболеваний органов дыхательных путей, их развитию способствует сам принцип openspace — открытого пространства, разделенного перегородками. Любая инфекция, передающаяся воздушно-капельным путём, свободно перемещается и передается от больного к здоровому при отсутствии надлежащей системы кондиционирования. Давно доказано, что патогенез развития бронхиальной астмы напрямую зависит от психо-эмоционального состояния человека и его склонности к аллергическим реакциям, а также слабый иммунитет. Размещение сотрудников способом openspace лишает сотрудника личного пространства и заставляет чувствовать стресс и психологический дискомфорт.
Развитию заболеваний пищеварительного тракта способствует гиподинамия (недостаточная подвижность работающего в офисе индивидуума). Длительное сидение в неудобной позе замедляет перистальтику, снижает обмен веществ. Сорокапятиминутный обед в общественной столовой не дает насладиться приемом пищи, потому что часто сотрудники устраивают Business-lunch и во время еды говорят о работе, что также ведет к стрессу и хроническим неврозам.
Многие европейские и транснациональные компании практикуют график работы «без временных рамок», поэтому часто можно увидеть экспата (expatriate-сотрудник, поменявший место жительства на другую страну, как правило, в пределах одной организации), сидящего в офисе по выходным, потому что его семья находится далеко и друзей и близких нет рядом.
При отсутствии нормального моциона происходит веностаз, лимфостаз, что ведет к ожирению, атеросклерозу, флебитам и гормональному дисбалансу. Врачи настоятельно рекомендуют выбрать время для физических упражнений в спортзале или больше проводить время на улице.
Что касается курения во время рабочего дня, то любой заядлый курильщик делает это чаще во время рабочего дня вследствие стресса и иллюзии свободного пространства или желания побыть наедине с собой.
Программисты, специалисты IT и HELP DESK наиболее подвержены развитию всех вышеуказанных синдромов, включая синдром компьютерной мыши.
В ведущей руке у офисного служащего в течение длительного времени находится компьютерная мышь. Неудобное положение руки в сочетании с её длительным изгибом в запястье и большим количеством мелких стереотипных движений приводит к стойкому напряжению мышц и нарушению кровообращения. Это влечет за собой гипоксию и отек нерва, его сдавление в канале запястья. На основании собственных исследований Liu и соавт. утверждают, что синдром запястного канала имел место у каждого шестого обследованного ими работающего на компьютере. По их данным, большему риску подвергаются те пользователи, у которых при работе с клавиатурой кисть разогнута на 20° и более по отношению к предплечью.
Синдром карпального канала проявляется болью, онемением, парестезиями и слабостью в руке, кисти. Боль и онемение распространяются на ладонную поверхность большого, указательного, среднего и 1/2 безымянного пальца, а также на тыльную поверхность указательного и среднего пальца. Вначале симптомы возникают во время работы за компьютером, а затем онемение и боль появляются и в состоянии покоя, иногда возникают ночью. В запущенных случаях симптомы могу приобретать перманентный характер, что значительно сказывается на работоспособности служащего и часто является причиной временной нетрудоспособности от нескольких месяцев до нескольких лет.
В начале 1980-х гг. в США, Австралии и ряде европейских стран были приняты нормативные акты, устанавливавшие статус синдрома запястного канала в качестве профессиональной патологии. С этого времени стал употребляться термин «repetitivestraininjury» (RSI) — «хроническая травма от повторяющегося напряжения». С 1983 по 1986 г. была отмечена «эпидемия» RSI. С развитием программ по улучшению эргономической ситуации рабочих мест возникла тенденция к снижению частоты встречаемости RSI, однако и в настоящее время уровень заболеваемости RSI остается высоким.
Основой профилактики и лечения синдрома компьютерной мыши является изменение привычного локомоторного стереотипа и образа жизни. Туннельные синдромы часто являются результатом не только монотонной деятельности, но и нарушения эргономики (неправильная поза, неудобное положение конечности во время работы). Разработаны специальные упражнения и рекомендации по оптимальной организации рабочего дня и рабочего места.
Lincoln и соавт. в 2000 г. опубликовали обзорную статью по методам первичной профилактики синдрома запястного канала. Они выделяют следующие три группы методов профилактики возникновения этого заболевания:
- инженерные решения (альтернативные конструкции клавиатур, компьютерных мышей, подставки под запястье, системы крепления клавиатур и т. д.). При работе с мышкой кисть должна быть на одной прямой линии с предплечьем, для чего используется специальный коврик для мыши с подвижной опорой на колесиках. Для купирования боли и предотвращения рецидива используются ортезы и лангеты, использующие принцип шинирования;
- персональные решения (тренинги по эргономике, наличие упора для кисти, правильная посадка, осанка и расположение рабочего места, ношение поддерживающей шины на запястье, системы электромиографической обратной связи, упражнения во время работы и т. д.);
- многокомпонентные решения, или эргономические программы (перепланировка рабочего места, учет эргономики в рабочем процессе, периодическая смена вида деятельности в рамках должности, эргономические тренинги и ограничения нагрузок).

## Методы устранения офисного синдрома
1. Изменение распорядка дня
2. Оптимизация рабочих процессов с целью создания комфортных для каждого сотрудника условий труда (работа с удаленным доступом)
3. Применение лекарственных препаратов для того, чтобы прервать хронизацию процесса (анальгетики)
4. В качестве симптоматической терапии можно использовать флупиртин для снятия сильного болевого синдрома
5. Занятия спортом и длительные прогулки на свежем воздухе
6. Перемена работы и поля деятельности